# Violetta la reine de la moto
Pour plus de détails, voir Fiche technique et Distribution.
Violetta la reine de la moto est un film français réalisé par Guy Jacques, sorti en 1997.

## Synopsis
Après dix ans d’absence, Amélie revient chez elle et retrouve son frère Adrien. Elle remonte un ancien numéro de voltige à moto de son père et part sur les routes avec sa famille. Son passé finira par la rattraper.

## Fiche technique
- Titre : Violetta la reine de la moto
- Titre en anglais : Violetta, the Motorcycle Queen
- Réalisation : Guy Jacques
- Assistant réalisateur : Christophe Douchand
- Scénario et dialogues : Guy Jacques, Emmanuel List
- Image : Jérôme Robert
- Musique : Jacques Gandon
- Ingénieur du son : Jean-Pierre Duret
- Création des décors : Véronique Melery
- Création des costumes : Madeline Fontaine
- Montage : Pauline Dairou
- Producteur : Jean-Louis Monthieux
- Directeur de la production : François-Xavier Decraene
- Interprète des chansons originales : Lili Boniche
- Distributeur : Rezo Films
- Format : couleurs
- Dates de sortie :
  -  France : 5 novembre 1997
  -  Belgique : 23 juin 1999
- Durée : 92 min
- Globe et motos des Frères Varanne
- Doublages par Danny, Philippe et Gérard Varanne

## Distribution
- Florence Pernel : Amélie
- Dominique Pinon : Adrien
- Daniel Prévost : Kléber
- Eva Darlan : Roseline
- Julien Guiomar : Corneille
- Chantal Neuwirth : Yolande
- François Morel : Fred
- Micheline Dax : Rita
- Bruno Slagmulder : Johnny

## Distinctions
Bruno Slagmulder pour son rôle de Johnny a reçu le Prix Michel Simon du meilleur acteur en 1998.